# Ivan Krkač
Ivan Krkač (Jakovlje, 30. ožujka 1911. – Martinci (između Zlatar Bistrice i Zlatara), 15. svibnja 1942.) bio je hrvatski komunist, organizator ustanka u Hrvatskom zagorju, partizan i narodni heroj Jugoslavije.

## Životopis

### Mladost i robija
Poput mnogih drugih Zagoraca toga doba, i Krkač se s nepunih 16 godina uputio na rad u Zagreb i zaposlio u gradskom majuru (poduzeću za čišćenje ulica i kanalizacije). Krkača je u revolucionarne vode odveo jedan naoko bizaran događaj, – on je uhićen 3. listopada 1933. i osuđen na četiri godine strogog zatvora u Lepoglavi, zato što je na gradskom majuru na Kajzerici pucao na svoga nadzornog inženjera Elznera. Na sudu se branio da ga je Elzner maltretirao i neopravdano otpustio s posla – nakon 6 godina vjernog rada. Čak je i otkaz otrpio, ali se stvar zakomplicirala kad mu je Elzner nakon dugog natezanja ponovo odbio dati svjedodžbu (radnu knjižicu), – ako ne plati 20 dinara upravnih pristojbi. Krkač je na kraju i na to pristao, ali mu je pukao film kad mu je Elzner zabranio ulazak u krug majura, te posjet kolegama od kojih je htio posuditi novac. Na to je izvadio pištolj i ispalio 6 metaka u Elznera, od kojih su dva pogodila istoga u nogu, a jedan u stražnjicu.
Za izdržavanja kazne Krkač se sprijateljio s poznatim komunistom Martinom Franekićem, i preko njega upoznao s idejama radničkog pokreta, kojemu mu je pristupio čim je pušten s robije. 
Nakon robije, Krkač se vratio u svoje Jakovlje, u kojem je već 1938. godine osnovao mjesni odbor Stranke radnog naroda, koji je dvije godine kasnije postao partijska organizacija. On je ujedno bio i prvi sekretar te novoosnovane organizacije, a kada je u listopadu iste godine, osnovan Općinski komitet KPH za općine Pušću i Bistru, Krkač je izabran za člana tog komiteta.

### Drugi svjetski rat i Narodnooslobodilački pokret
Krkač je bio osobito zaslužan za razvitak ustanka u Jakovlju i Hrvatskom zagorju. U kolovozu 1941. godine, izabran je u Kotarski komitet KPH za Zagreb, kao osoba koja najviše može pomoći u podizanju ustanka u svom kraju. On je doista za kratko vrijeme osnovao nove partijske organizacije (3), a u nekoliko sela i narodnooslobodilačke odbore. U studenome 1941. godine, na Okružnoj partijskoj konferenciji, izabran je za člana Okružnoga komiteta KPH za Zagreb, i člana njezina politbiroa.
Ivan Krkač bio je jedan od najpredanijih organizatora prvih partizanskih jedinica, u tom dijelu Hrvatskog zagorja na početku 1942. godine. Bio je politički komesar 1. zagorske partizanske čete, - isticao se svojom hrabrošću i upornošću kojom se borio po svom kotaru – Donja Stubica. Tako je već 8. travnja 1942. godine, Krkač sa svojom četom napao Donju Stubicu, da onemogući proslavu prve godišnjice Nezavisne Države Hrvatske, i jasno zna do znanja da i u njegovu kraju ima ustanika. Njegova četa izvršila je uspješan napad na redarstvenu postaju u Donjoj Bistri. Pored ostalih akcija, četa je izvršila i diverziju u Tekstilnoj tvornici u Oroslavju.
Ivan Krkač ubijen je u zasjedi koja ni do danas nije potpuno razjašnjena, - on je u ranim jutarnjim satima 15. svibnja 1942. godine, zajedno sa svojim pratiocem navratio u mlin Ernesta Knausa (svog poznanika) u Martincima (između Zlatar Bistrica i Zlatara), da se odmori od noćnog marša po šumi. Mlin je međutim bio opkoljen, – tako da su ga redarstvenici i ustaše iznenadili, pripucavši s prozora mlina i na mjestu ubili (u ruci mu je ostala bomba koju nije stigao ni aktivirati).
Ivan Krkač proglašen je Narodnim herojem 9. veljače 1952. godine.

## Pogledajte i ove stranice
- Jakovlje u NOB
- Prvi zagorski partizanski odred

## Vanjske poveznice
- Biografija Ivana Krkača na portalu Narodni heroji Jugoslavije